# Canzone per Federica
Canzone per Federica è un brano musicale del cantautore italiano Maldestro, pubblicato come singolo nel 2017.

## Il brano
Con il brano l'artista ha partecipato al Festival di Sanremo 2017 nella sezione "Nuove proposte", classificandosi al secondo posto e vincendo il Premio della Critica del Festival della canzone italiana "Mia Martini" relativo alla sezione, il Premio Lunezia ed il Premio Jannacci.
La canzone è inclusa nell'album I muri di Berlino.

## Tracce
- Download digitale[5]

1. Canzone per Federica – 3:31